# Моисей Ботарель Фариссоль
Моисей Ботарель Фариссоль (Moses Botarel Farissol; вторая половина XV века) — еврейский астроном и математик, чьи рукописи сохранились в мюнхенской библиотеке.
Моисей Ботарель Фариссоль написал:
- «Meleket ha-Ḳebi’ah» (מלאכת הקביעה) — сочинение по календароведению;
- «Nofet Ẓufim» (נופת צופּים) — календарные таблицы.

Оба эти сочинения хранились в рукописном виде в мюнхенской Королевской библиотеке.